# Jesmond Giordemaina
Jesmond Giordemaina (ur. 13 lipca 1966) – maltański zapaśnik walczący w stylu wolnym. Dwukrotny olimpijczyk. Odpadł w eliminacjach turnieju w Los Angeles 1984 i Seulu 1988. Walczył w kategorii 52 – 57 kg.
Wicemistrz Wspólnoty Narodów w 1987. Piąty na igrzyskach śródziemnomorskich w 1993 i 1997; szósty w 1987 i siódmy w 1991. Piąty na igrzyskach Wspólnoty Narodów w 2002 roku.